# جيم ماكلارين
جيم ماكلارين (بالإنجليزية: Jim MacLaren) هو متحدث تحفيزي أمريكي، ولد في 13 أبريل 1963 في سانت لويس في الولايات المتحدة، وتوفي في 30 أغسطس 2010.